# بوبي همفري
بوبي همفري (بالإنجليزية: Bobby Humphrey)‏ هو لاعب كرة قدم أمريكية أمريكي، ولد في 11 أكتوبر 1966 في برمنغهام في الولايات المتحدة.

## وصلات خارجية
- بوبي همفري على موقع مرجع كرة القدم المحترفة.كوم (الإنجليزية)
- بوبي همفري على موقع قاعة ألاباما للمشاهير الرياضية (مؤرشف) (الإنجليزية)